# Mogens Ballin
Pour les articles homonymes, voir Ballin.
Mogens Ballin, né le 20 mars 1871 à Copenhague et mort le 27 janvier 1914 à Hellerup, est un peintre danois.

## Biographie
Mogens Ballin est le fils unique d'une famille juive très croyante. Très jeune, il peint ses premiers paysages dans le Seeland. 
En 1889, il part pour Paris avec un compatriote, muni d'une lettre de recommandation pour Gauguin remise par Mette Gauguin, l'épouse du peintre, qui lui donne des cours de français. Au bal Bullier, il fait la connaissance de Jan Verkade. Sur les conseils de Paul Sérusier, il part pour Pont-Aven, puis Huelgoat, et rencontre le céramiste Georges Rasetti. Il lit saint Augustin, les Évangiles, entre autres lectures spirituelles. 
En 1892 il participe aux réunions des Nabis. Le baptême de Jan Verkade l'ébranle et il décide de se convertir au catholicisme. Il part pour l'Italie avec Verkade et se fait baptiser le 5 janvier 1892 par les Franciscains de Fiesole. Il prend le nom de Francesco. Les deux hommes reprennent leur voyage et découvrent les fresques des moines artistes de l'école de Beuron au Mont-Cassin. Verkade part ensuite pour Beuron et Ballin rejoint le Danemark. Il illustre avec Verkade la revue Taarnet du poète Johannes Joergensen et part en sa compagnie pour Assise. 
Ballin épouse en 1899 une femme d'origine française, Marguerite d'Auchamp, dont il aura cinq enfants et fonde un atelier d'arts décoratifs. Sa femme décède en 1907 et, peu à peu, il abandonne la peinture, veille à l'éducation de ses enfants, dont plusieurs entreront dans les ordres, et meurt en 1914 des suites d'un cancer.

## L'œuvre peinte

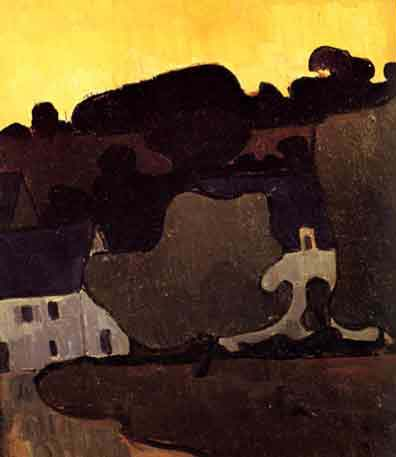
Paysage breton (1891), Musée Maurice-Denis, Saint-Germain-en-Laye

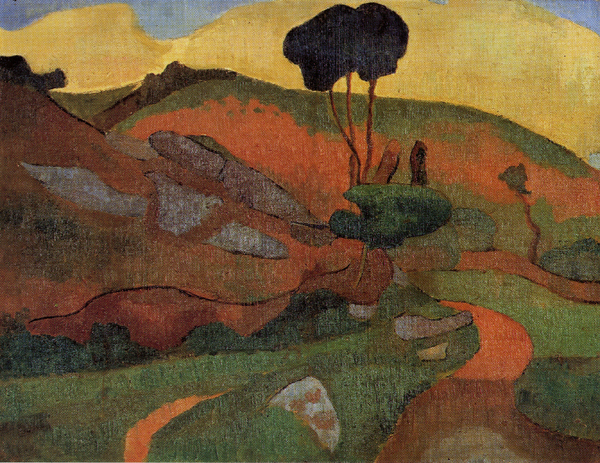
Paysage (1891-1892)

Rare est la peinture de Ballin en raison de sa courte productivité, il s'est néanmoins impliqué très nettement dans les réformes plastiques des Nabis : couleurs en aplats, cernes qui chez lui sont bleus, perspective fausse ou absente, horizons hauts des paysages...
Ses portraits révèlent sa quête spirituelle, son mysticisme latent, sous l'influence de Charles Filiger, il peignit des portraits comme des icônes byzantines modernes. Paul Sérusier dit de lui : « Ballin laisse entrevoir un art étrange et grave, riche et fantastique. » Il renonça trop tôt à peindre.